# La Coronación de la Virgen (Sebastián de Herrera Barnuevo)
La Coronación de la Virgen es un cuadro del artista español Sebastián de Herrera Barnuevo, de hacia 1653. Está pintado al óleo sobre lienzo y actualmente se conserva en el Museo del Prado, en Madrid.

## Historia
Se desconoce la procedencia original del cuadro, que no está fechado ni firmado. Por sus dimensiones y por el fuerte escorzo de la composición se cree que se trataba de un cuadro para la parte superior o ático de un retablo pequeño, si bien podría tratarse de un estudio previo para una obra final, como algún boceto muy terminado de Herrera Barnuevo que se ha conservado hasta el día de hoy.
Se cree que el lienzo fue pintado en torno a 1653 debido a la similitud de su estilo con las obras realizadas ese año para el monasterio de las Descalzas Reales de Madrid.
La obra ingresó en el Museo del Prado en 1916 como parte del legado de Pablo Bosch y Barrau. En el momento de su ingreso fue catalogada como obra anónima de escuela veneciana, y más tarde como «anónimo italiano de fines del siglo XVII». No fue hasta la década de los ochenta del siglo pasado en que Alfonso Pérez Sánchez, historiador del arte y director del Museo del Prado, la atribuyó a Herrera Barnuevo debido a sus similitudes cromáticas y de modelos humanos con los del cuadro La Sagrada Familia (conocido también como Las dos Trinidades o La Trinidad de la Tierra), una obra de autoría segura de Herrera Barnuevo conservado en la colegiata de San Isidro en Madrid.

## Análisis de la obra
La obra muestra una fuerte influencia de la pintura veneciana del siglo XVI, muy especialmente en el colorido. La figura del Padre Eterno en la parte superior del lienzo ha sido puesta en relación con modelos de Tintoretto, y se repite también, junto con la gama de color, en la ya mencionada Sagrada Familia de la colegiata de San Isidro en Madrid.
La influencia de Alonso Cano, que fue maestro de Herrera Barnuevo, es también visible en el lienzo, especialmente en los ángeles niños. El  barroquismo del pintor se muestra en el dinamismo que emana de la composición, de los ángeles que acompañan el movimiento ascendente de la Virgen y de los paños agitados por el viento. La posición de las manos de la Virgen, representada teatralmente en actitud declamatoria, fue otro elemento que permitió aclarar la autoría del lienzo, por su paralelismo con lo realizado por Herrera Barnuevo para el convento de las Descalzas Reales de Madrid en 1653.

## Dibujos de Herrera Barnuevo sobre la Asunción de la Virgen
La Coronación de la Virgen ha sido relacionada con tres dibujos autógrafos de Herrera Barnuevo (uno de ellos procedente de una colección particular, y los otros dos conservados en el Museo Lázaro Galdiano y en el Museo Británico respectivamente) sobre el tema de la Asunción de María, y de dataciones aproximadamente coincidentes. A pesar de las similitudes los dibujos no siguen el modelo del lienzo, aunque el conservado en el Museo Británico sirvió de base a una obra de José Antolínez conservada en Toledo (La Asunción de la Virgen, 1658, iglesia de San Nicolás).